# Hohenwestedt
Hohenwestedt település Németországban, Schleswig-Holstein tartományban. Lakosainak száma 5410 fő (2023. december 31.).

## Népesség
A település népességének változása:
| Lakosok száma | 4405 | 5262 | 5305 | 5393 | 5396 | 5410 |
|               | 1975 | 2017 | 2019 | 2021 | 2022 | 2023 |